# Félix Savart

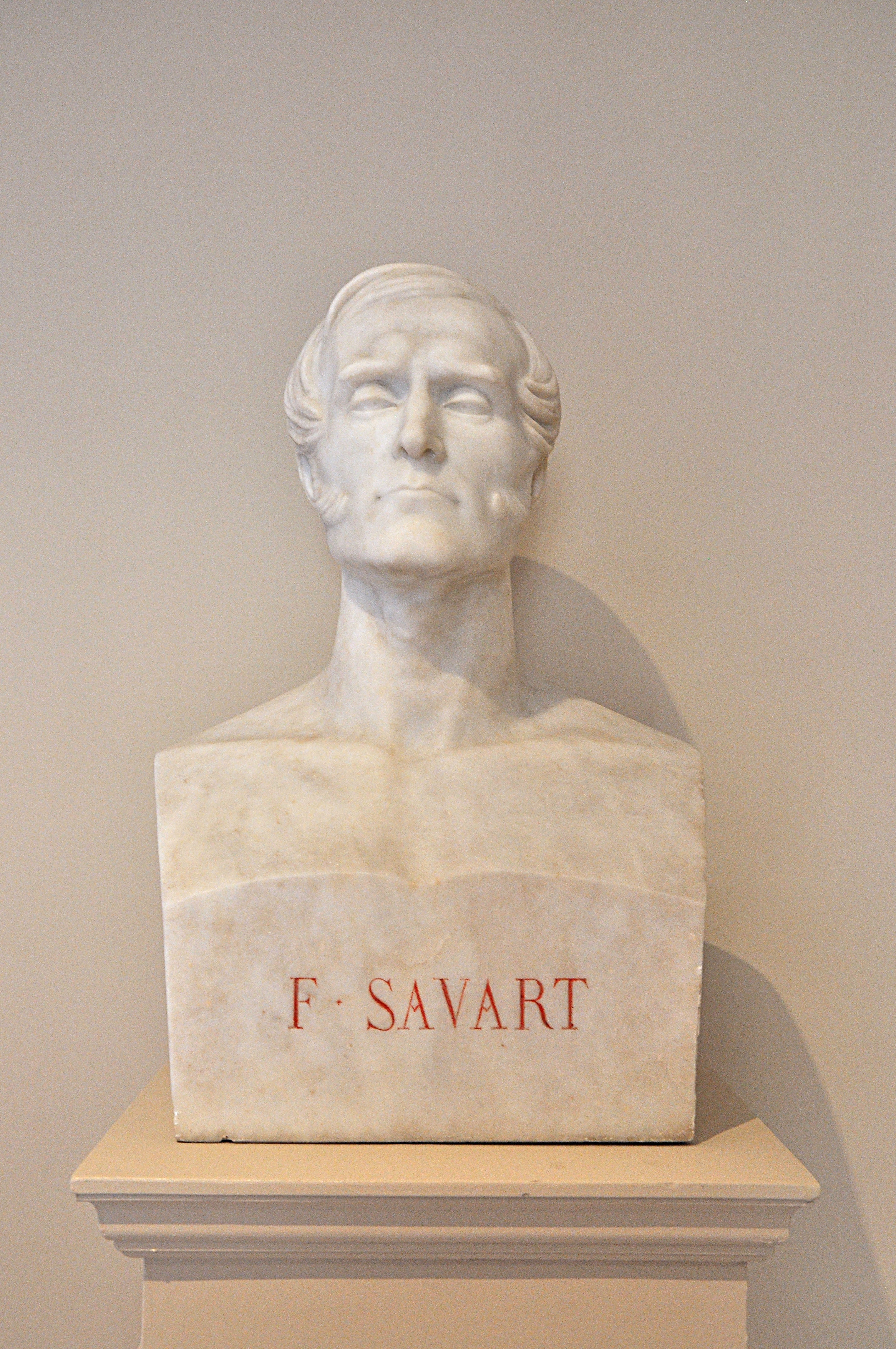
Félix Savart.

Félix Savart, född den 30 juni 1791 i Mézières, död den 16 mars 1841 i Paris, var en fransk fysiker.
Savart var en tid läkare, blev 1820 professor i fysik vid en privat läroanstalt i Paris och senare konservator vid fysikaliska kabinettet i Collège de France. År 1827 blev han ledamot av Institutet. Han utförde tillsammans med Biot magnetiska undersökningar och upptäckte 1820 den grundlag för elektromagnetismen, som bär namnet Biot-Savarts lag. Han undersökte svängningarna hos membran och fastställde lagarna för desamma, utförde torsionsförsök och konstruerade flera apparater, bland dem Savarts tandhjul.